# Губарева, Наталья Викторовна
Наталья Викторовна Губарева (род. 9 февраля 1967, Белгород) — российский политик. Депутат Государственной думы Федерального собрания Российской Федерации VI созыва. Член фракции Политической партии «Либерально-демократическая партия России».

## Биография
Родилась 9 февраля 1967 года в Белгороде. Окончила Белгородский государственный педагогический институт имени М. С. Ольминского по специальности «Педагогика и методика начального обучения».
Работала специалистом по маркетингу ЗАО «Завод нестандартного оборудования и металлоизделий». В октябре 2010 избралась депутатом Белгородской областной думы от ЛДПР, возглавила фракцию. Член партии с 2005 года, координатор белгородского регионального отделения.
С 13 декабря 2011 года по 5 октября 2016 — депутат Государственной Думы 6 созыва, член комитета по образованию.